# بوکهولت-هانردر
بوکهولت-هانردر (به آلمانی: Bokholt-Hanredder) یک شهر در آلمان است که در پینبرگ واقع شده‌است. بوکهولت-هانردر ۱٬۲۸۱ نفر جمعیت دارد.